# Pocklington
Pocklington est une ville du Yorkshire de l'Est, en Angleterre. Elle est située au pied du massif des Wolds du Yorkshire, à 20 km à l'est de la ville d'York. Au recensement de 2011, elle comptait 8 337 habitants.

## Histoire
Pocklington tire son nom du vieil anglais Poclintun de la colonie angle du peuple de Pocel (ou de Pocela) et du vieil anglais « tun » qui signifie ferme ou colonie, mais bien que le nom de la ville ne puisse être retracé que vers 650 après J.C., on pense que l'habitation de Pocklington en tant que site remonte à 1 000 ans ou plus jusqu'à l'âge du bronze. Pocklington apparaît sur la carte de Gough du 14e siècle, la plus ancienne carte d'itinéraire de Grande-Bretagne.
À l'âge du fer, Pocklington était une grande ville de la tribu des Parisi. En 2017, une tombe d'un guerrier celtique, datée d'environ 320 à 174 av. J.-C., a été découverte dans un lotissement en construction. Le site comprend un bouclier en bronze, des restes de char et des squelettes de poneys. L'umbo du bouclier ressemble à celui du bouclier de Wandsworth (vers 350 à 150 av. J.-C.), propriété du British Museum. Un élément de conception sur le bouclier Pocklington extrêmement bien conservé, une bordure crénelée, « n'est comparable à aucune autre découverte de l'âge du fer à travers l'Europe, ajoutant à sa valeur unique », a déclaré Paula Ware, directrice générale de MAP Archaeological Practice Ltd fin 2019. Les chevaux étaient rarement inclus dans les sépultures de l'âge du fer, ce qui rend la découverte particulièrement importante. « Les découvertes devraient élargir notre compréhension de la culture d'Arras (âge du fer moyen) et la datation des objets dans des contextes sécurisés est exceptionnelle », selon Paula Ware,.